# Karimala
Karimala (Lesung unsicher, vielleicht auch Katimala) war eine nubische Königin. Sie ist bisher nur von einem Relief bekannt, das auf dem Tempel in Semna in Nubien angebracht ist.
Karimala trägt den Titel große Königsgemahlin und Königstochter. Auf dem Relief, das über einer älteren Darstellung angebracht ist und diese zerstörte, ist die Königin mit Doppelfederkrone, Geissel und langem Gewand dargestellt. Vor der Königin steht Isis und hier befindet sich eine längere Inschrift, die zwar in ägyptischen Hieroglyphen geschrieben, aber so gut wie unlesbar ist, obwohl die Titel der Königin bezüglich der Lesung keine Schwierigkeiten bereiten.
Obwohl die Datierung der Inschrift und der Karimala nicht gesichert ist, so kann doch davon ausgegangen werden, dass sie in die Periode nach dem ägyptischen Neuen Reich und vor der Etablierung des Reiches von Kusch datiert. Diese Periode (ca. 1000 – 750 v. Chr.) gilt als das dunkle Zeitalter nubischer Geschichte, aus der so gut wie nichts bekannt ist. Diese Inschrift belegt das Fortbestehen bestimmter Herrschaftsstrukturen.